# Amaechi Igwe
Amaechi Igwe (* 20. Mai 1988 in Belmont, Kalifornien) ist ein US-amerikanischer Fußballspieler, der auch einen nigerianischen Pass besitzt.

## Karriere

### Vereine
Igwe spielte an der Santa Clara University zunächst als Stürmer. Nach nur einem Jahr wechselte er 2007 zu New England Revolution in die Major League Soccer. Dort spielte er anfangs in der zweiten Mannschaft, sein Profi-Debüt gab er am 9. April 2008 im Spiel gegen die Kansas City Wizards. 2008 konnte er mit seinem Team die nordamerikanische SuperLiga gewinnen. In den folgenden zwei Saisons spielte er regelmäßig, konnte sich jedoch keinen Stammplatz erkämpfen.
Zur Saison 2010/11 wechselte Igwe ablösefrei zum Aufsteiger FC Ingolstadt in die 2. Bundesliga. Aufgrund einer schweren Knieverletzung, die er sich in der Saisonvorbereitung zuzog, konnte Igwe in der gesamten Hinrunde nicht eingesetzt werden. Sein erstes Pflichtspiel nach der langen Verletzungspause bestritt er am 16. April 2011 für die zweite Mannschaft der Ingolstädter in der fünftklassigen Bayernliga. Igwe kam auch in der Folgezeit zu keinem Einsatz in der ersten Mannschaft und nach der Saison einigten sich beide Parteien auf eine Auflösung des Vertrags.
Zur Saison 2011/12 schloss sich Igwe dem Drittligisten SV Babelsberg 03 an. Seinen ersten Einsatz für die Potsdamer hatte er bei der 0:2-Niederlage in der 1. Runde des DFB-Pokals gegen den MSV Duisburg am 30. Juli 2011. Bereits drei Tage später debütierte er gegen Rot-Weiß Erfurt auch in der 3. Liga.

### Nationalmannschaft
Igwe spielte für die U-17-Nationalmannschaft der USA und nahm mit dem U-20-Team an der U-20-Weltmeisterschaft 2007 teil, wo die USA das Viertelfinale erreichten.

## Erfolge
- SuperLiga: 2008

## Privates
Sein Vater Tony Igwe nahm für Nigeria an den Olympischen Spielen 1968 in Mexiko teil und war von 1969 bis 1973 Kapitän der nigerianischen Fußballnationalmannschaft. Sein Bruder Kelechi und seine Schwester Chioma spielten ebenfalls bei den Santa Clara Broncos.